# Quận Union, Mississippi
Quận Union là một quận thuộc tiểu bang Mississippi, Hoa Kỳ.
Quận này được đặt tên theo. Theo điều tra dân số của Cục điều tra dân số Hoa Kỳ năm 2000, quận có dân số 25.362 người. Quận lỵ đóng ở New Albany6.

## Địa lý
Theo Cục điều tra dân số Hoa Kỳ, quận có diện tích 1080 km2, trong đó có 4 km2 là diện tích mặt nước.

### Các xa lộ chính
- Mississippi Highway 9
- Mississippi Highway 15
- Mississippi Highway 30
- Mississippi Highway 178

### Quận giáp ranh
- Quận Benton & Tippah (bắc)
- Quận Prentiss (đông)
- Quận Lee (đông nam)
- Quận Pontotoc (nam)
- Quận Lafayette (tây nam)
- Quận Marshall (tây bắc)

### Thông tin nhân khẩu
Tháp tuổi dân cư quận theo kết quả điều tra dân số năm 2000.